# Malcolm I de Escocia

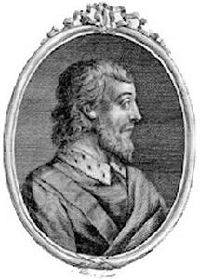
Malcolm I.

Malcolm I de Escocia (en gaélico escocés Máel Coluim mac Domnaill, 900-† 954) fue rey de Reino de Escocia, hijo de Donald II. Venció al rey de los vikingos irlandeses, Olaf Cuaran, en Northumbria en 945 y consigue que el rey Edmundo I le cediera en ese mismo año Cumberland y Strathclyde a cambio de ser su «colaborador por mar y tierra», pero el rey galés Dumnail recuperaría el reino algún tiempo después.
Los Anales de Ulster cuentan que murió en 954. Fue enterrado en Iona. Sus hijos, Dubh y Kenneth II fueron reyes de Escocia posteriormente.